# Лондоко (село)
Лондоко — село в Облученском районе Еврейской автономной области России. Входит в Теплоозерское городское поселение.

## География
Село Лондоко расположено на Транссибирской магистрали и на автотрассе Чита — Хабаровск.
Село Лондоко стоит на левом берегу реки Бира, восточнее села протекает река Большая Каменушка, на юго-восточной окраине впадая в Биру.
Расстояние до административного центра городского поселения Теплоозёрск — около 10 км (на запад по автотрассе Чита — Хабаровск), расстояние до районного центра города Облучье — около 76 км (на запад по автотрассе Чита — Хабаровск), расстояние до Биробиджана — около 84 км (на восток по автотрассе Чита — Хабаровск).

## Население
| 1923 | 1924 | 1992 | 2002 | 2010 | 2012 | 2013 |
| ---- | ---- | ---- | ---- | ---- | ---- | ---- |
| 205  | ↘192 | ↗479 | ↘366 | ↘238 | ↘228 | ↘217 |
| 2014 | 2015 | 2016 | 2017 | 2018 | 2019 | 2020 |
| ↘197 | ↘194 | →194 | ↘181 | ↘175 | ↘165 | ↘164 |
| 2021 | 2023 |      |      |      |      |      |
| ↗197 | ↘194 |      |      |      |      |      |

## Инфраструктура
- В селе находится остановочный пункт электропоезда. В Лондоко находилась военно-строительная рота в/ч 20677